# Friedrich von Wrede
Friedrich von Wrede (* 26. Juli 1787 in  Melschede; † 21. Januar 1869 in Werl) war ein Rittergutsbesitzer und preußischer Landrat.

## Leben
Als Sohn der Eheleute Ferdinand Josef von Wrede (bischöfl. paderborn. Hofmarschall) und Maria Anna von Harff zu Dreyborn entstammte Friedrich von Wrede dem  westfälischen  Uradel  von Wrede. Im Februar 1801 erhielt er von seinem Onkel Engelbert Anton von Wrede eine in dessen Turnus frei gewordene Dompräbende in Münster. Am 3. März 1801 wurde er aufgeschworen. Er studierte an den Universitäten  Münster und  Gießen Jura und Kameralwissenschaften. Nach seiner ersten Anstellung am 19. Februar 1817 wurde er am 7. April 1817 als Landrat des Kreises Iserlohn vereidigt. Nach wenigen Monaten Amtszeit legte er sein Amt nieder, wahrscheinlich wegen der Weigerung der  Bezirksregierung Arnsberg, ihm die Einrichtung seines Büros auf seinem Gut Melschede zu erlauben. Er war 1826 bis 1831 Mitglied des Provinziallandtages der Provinz Westfalen, nahm aber 1830/31 nicht an den Beratungen teil.
Am 9. Oktober 1810 heiratete er in Hüsten Philippine  von Fürstenberg. Aus der Ehe gingen zwei Söhne und eine Tochter hervor. Sohn Carl war Landrat im Kreis Warendorf. Mit der Eheschließung musste er auf seine Dompräbende verzichten.	